# Der Junge
Der Junge (jap. 少年 Shōnen) aus dem Jahr 1969 zählt unter den Spielfilmen des japanischen Regisseurs Nagisa Ōshima zu den zugänglicheren.
Die Handlung dreht sich um einen etwa zehnjährigen Jungen und seine Familie, beruhend auf einem Betrugsfall, der sich 1966 in Japan ereignete. Der neorealistische Stil wird gelegentlich von den Phantasien des Jungen durchbrochen. Vordergründig scheint der Film humanistischen Anliegen nahezustehen, obwohl der Regisseur diese Haltung nicht vertrat. Beim Publikum kam der Film wegen des kindlichen Protagonisten und der linearen Erzählform gut an, während einige Kritiker darin eine Rückentwicklung des Künstlers sahen.

## Handlung
Im Mittelpunkt steht ein Knabe, dessen Eltern keiner geregelten Arbeit nachgehen, und der ein Brüderchen hat. Der Vater, ein Veteran des Zweiten Weltkriegs, gilt wegen einer Kriegsverletzung als Invalide. Es wird angedeutet, dass er das Ausmaß der Verletzung übertreibt, um nicht für den Unterhalt der Familie sorgen zu müssen. Die Eltern erzielen gelegentlich ein Einkommen, indem sich die Mutter neben vorbeifahrenden Autos fallen lässt und der Vater als „unbeteiligter Zeuge“ hinzukommt. Mit Vorwürfen bauen sie bei den Autofahrern Druck auf, die, um eine Meldung bei der Polizei zu vermeiden, sich auf eine Zahlung einlassen. Um unerkannt zu bleiben, wechselt die Familie laufend den Aufenthaltsort. Eines Tages übernimmt der Junge die Rolle desjenigen, der sich fallen lässt. Er macht das so geschickt, dass er die Mutter zunehmend darin ablöst, die nun als „Zeugin“ auftritt, während der Vater der „Arbeit“ fernbleibt.
Als die Mutter erneut schwanger wird, ändern die Eltern mehrmals ihre Entscheidung, ob sie nun abtreiben oder das Kind austragen soll. Dann schickt der Vater sie zu einer Klinik, die ihnen offenbar schon von früher bekannt ist, und trägt dem Jungen auf, aufzupassen, ob die Mutter dort wirklich hineingeht. Der Junge beobachtet, wie sie die Klinik umgehend wieder verlässt. Die Frau – wie es sich nun herausstellt, ist sie seine Stiefmutter – schenkt ihm eine Uhr. Sie vereinbaren, gegenüber dem Vater zu schweigen. In der Folge vertieft sich ihre Komplizenschaft, der Vater bleibt in ihrer Beziehung zunehmend außen vor. Es kommt der Augenblick, wo sich die weitergeführte Schwangerschaft nicht mehr verheimlichen lässt. Der wütende Vater schimpft auf den Jungen ein, der sich danach draußen aus Schnee einen „Außerirdischen“ baut, der die Welt retten soll. Bei einem der „Unfälle“ nimmt der Fahrer ihnen die Lüge nicht ab und besteht auf einer Untersuchung durch die Polizei. Die Untersuchung geht ergebnislos aus, doch da die Behörde ihre Personalien aufgenommen hat, sieht sich die Familie bei Weiterführung des Betrugs einem erhöhten Risiko ausgesetzt. Schließlich fliegen sie auf, die Polizei nimmt die Eltern fest, und der Junge schweigt bei den Befragungen. Eine Stimme verliest das Polizeiprotokoll mit den Biografien von Vater und Mutter, die beide einen unsteten Lebenswandel geführt haben.

## Entstehung
Ōshima leitete die Handlung von einem Fall ab, der sich in Japan tatsächlich ereignet hatte und im September 1966 aufgedeckt worden war. Er fand in der Presse einen starken Niederschlag und schaffte es auf Titelseiten. Nach wenigen Wochen war er aus den Nachrichten wieder verschwunden. Ōshima besprach die Idee umgehend mit dem Produzenten Masayuki Nakajima, der den Stoff für gut verkäuflich hielt. Anschließend zog der Regisseur den Autor Takeshi Tamura hinzu. Sie beschlossen, im Drehbuch die Fakten, Personen und Ereignisse weitgehend unverändert zu übernehmen, aber um die Gedankenwelt des Jungen zu ergänzen. Da Ōshima mit der Fertigstellung eines anderen Films beschäftigt war, überließ er das Verfassen des Buchs Tamura. Fumio Watanabe, ein alter Weggefährte in Ōshimas Schaffen, der seit dessen erstem Film in den meisten Werken mitgespielt hatte, beteiligte sich rege an der Ausarbeitung. Tamura legte schon fünf Tage später das fertige Drehbuch vor. Eine Zeitschrift druckte es ab und es erhielt einen Sonderpreis des Drehbuchautorenverbands.
Dennoch stieß das Projekt beim Studio Shōchiku auf wenig Interesse. Nachdem aber Ōshimas Filme Ninjas Kampfkünste und Tod durch Erhängen an der Kasse reüssierten, entschloss sich Ōshima, Der Junge unabhängig vom Studio zu produzieren und gewann den auf Kunst- und ausländische Filme spezialisierten Verleih Art Theaters Guild (ATG) als Kooperationspartner. Genau zwei Jahre nach Fertigstellung des Drehbuchs, im September 1968, kam die Produktion in Gang. Mit 10 Millionen Yen, je hälftig durch Ōshimas Produktionsfirma und die ATG aufgebracht, war das Projekt sehr niedrig budgetiert. Die tatsächlichen finanziellen Kosten fielen schließlich doppelt so hoch wie geplant aus. Nach Ōshimas Schätzung wäre der Film zu regulären Gagen und ohne die kostenlose Überlassung von Material durch verschiedene Unterstützer 40 bis 50 Millionen Yen teuer gewesen. Die Dreharbeiten bedeuteten für Stab und Darsteller, andauernd auf der Reise zu sein. Daher wählte Ōshima beinahe dieselbe Zusammensetzung des Stabes, die seit Tod durch Erhängen bestand. Um den Beizug neuer Mitarbeiter vermeiden zu können, teilte er einen Schauspieler und zwei Regieassistenten dem Kameramann zu; die beiden Assistenten waren zugleich als Fahrer engagiert. Der gesamte Tross bestand aus nicht mehr als 15 Leuten. Vor Antritt der Dreharbeiten sprach Ōshima zu seiner Mannschaft, sie gingen auf eine verbrecherische Reise mit einer Familie von Unfallbetrügern. Sie sollten sich vor Ort wie Verbrecher fühlen. „Tatsächlich war es aber mehr wie eine Reise von Bettlern,“ resümierte er später diese Zeit. Die Arbeitsbedingungen waren anstrengend. Für Unterbringung und Verpflegung standen pro Person und Tag lediglich 1.000 Yen zur Verfügung. Gemäß Ōshima kamen sie sich sehr nahe, und die belastende Arbeit klappte ohne Reibereien.

Die Rolle des Vaters übernahm der begeisterte Fumio Watanabe, die mütterliche Rolle besetzte Ōshima mit seiner Ehefrau, der Schauspielerin Akiko Koyama. Diese beiden Erwachsenen übernahmen zusätzliche Aufgaben: Sie brachten den Kinderdarstellern das Agieren vor der Kamera bei und halfen bei der Verköstigung des Stabes aus. Als schwierig stellte sich die Suche nach einem geeigneten Hauptdarsteller heraus. Die Sucher schwärmten in die Kinderheime aus und fanden erst spät den neunjährigen Tetsuo Abe, einen Waisen, der ähnliche Erlebnisse durchgemacht hatte wie die Filmfigur. 

„Keiner hätte passender sein können. Wenn wir mit der Bahn zu einem Drehort reisten, hielt er mit der einen Hand sein Gepäck eng an sich und klammerte sich mit der anderen fest am Mantelzipfel der Person neben ihm. Manchmal, wenn wir uns dem Reiseziel näherten, fragte er, ob alles in Ordnung sei und warum wir noch nicht aufstehen. Darüber befragt, sagte er, dass er beim Wechsel der Erzieher einige Male im Zug zurückgelassen worden sei.“

 Während der Dreharbeiten wurde er von Mitgliedern des Stabs unterrichtet, um beim Schulstoff nicht zurückzufallen. Die beiden Kinder wuchsen sichtbar an Körpergröße und der Mannschaft ans Herz. Gegen Ende der Dreharbeiten wurde es dem Regisseur zu viel und er verbot allen, mit dem Jungen zu sprechen, wenn es die Arbeit nicht erfordert. Zumal die Schlussszenen bevorstanden, in denen der Junge von der Familie getrennt und unabhängiger wird.
Die Aufnahmen begannen am 15. Oktober 1968 und endeten am 4. Februar 1969. Die Mannschaft legte dabei eine Strecke von 7.400 km zurück. Der anschließende Schnitt nahm einen Monat in Anspruch, fertiggestellt war der Film am 18. März 1969.

## Bedeutung
Der Vater ist ein stereotyper japanischer Patriarch, streng, fordernd und selbstbezogen. Während des Vorspanns dient die japanische Flagge als Hintergrund und legt Analogien zwischen der präsentierten Familie und dem Staat nahe. Obwohl der Junge den Betrug ablehnt, fügt er sich loyal den Erwartungen seiner Eltern, Bürgern gleich, die trotz Ablehnung mancher staatlicher Maßnahmen loyale Patrioten bleiben. Die innerfamiliären Beziehungen sind nicht von Zuneigung, sondern von Macht bestimmt. Das ist beispielsweise daran zu erkennen, dass der Vater den Jungen fortwährend statt mit seinem Namen herabwürdigend bôya ruft, was „Junge“ bedeutet. Seinen tatsächlichen Namen erfährt der Zuschauer erst am Schluss. Das mache ihn, so Standish, zu einem namenlosen Vertreter der Entrechteten. Ōshima sah das zeitgenössische Japan in seiner militaristischen Vergangenheit gefangen. Die Kindheit des Knaben gehe unter dem weiterbestehenden Patriarchat und der Altlast der Weltkriegserfahrung unter. Der Vater hat im Krieg körperliche und seelische Wunden davongetragen, und so wie er als Soldat für den Staat seinen Körper Gefahren aussetzte, tut es der Junge bei den vorgetäuschten Unfällen für den Vater. Gelegentlich träumt sich der Junge ein normales Familienleben herbei. Die phantasievolle Welt, die er innerlich entwirft, wird durch die äußeren Umstände zunehmend eingeschränkt. Dabei postuliert Ōshima ein umgekehrtes Verhältnis zwischen materiellem Wachstum und geistiger Entwicklung. So wie der automobile Verkehr zirkuliert, so gerät auch die Familie in Umlauf, die rastlos von einer Stadt zur nächsten zieht und Japan bis an seine nördlichste Stelle bereist. Dass die Familie, um nicht aufzufliegen, nicht wieder an denselben Ort zurückkehren kann, verengt zunehmend ihren Handlungsspielraum, Japan wird ihnen zu klein, allmählich zu einem Gefängnis. Der Junge erfährt das Leben als Betrügen und Betrogenwerden, sowohl in der beruflichen wie in der familiären Welt. Er durchläuft eine emotionale Entwicklung vom unschuldigen Kind zum unbestreitbar Kriminellen. Gemäß Jacoby zeigt der Film die Hilflosigkeit jener, denen kein anderer Ausweg bleibe als die Kriminalität. Allerdings erklärte Ōshima, dass er mit einer objektiven Grundhaltung erzählen und jede Sentimentalität meiden wollte. Er widersetzte sich in Stil und Inhalt der Opfersicht, die im japanischen Nachkriegskino verbreitet war. Er lehnte die mitfühlende Haltung jener Humanisten ab, die moralisches Versagen von sozial Schwachen mit deren vergangenen Erfahrungen psychologisch rechtfertigten, und die von diesen Filmemachern gerne eingesetzten subjektiven Rückblenden. Abgesehen von den Phantasien des Jungen hält er sich an einen neorealistischen Stil und erzählt, bis auf die am Ende nüchtern und bilderlos vorgetragenen Protokolle zur Vergangenheit der Eltern, stets in der Gegenwart. Nach Buehrers Auffassung behandelt der Regisseur den Stoff mit „Schärfe und Lyrik“ und fällt keinerlei moralische Urteile über den Jungen und seine Familie.

## Bewertungen
Die beiden früher produzierten Filme Ōshimas, Tod durch Erhängen und Tagebuch eines Diebes aus Shinjuku, fand Frieda Grafe 1969 so ungewöhnlich, dass die Mittelmäßigkeit von Der Junge verwirre. In der Süddeutschen Zeitung stellte Wolfgang Limmer 1972 fest, der Film entwickle aus dem Kriminalfall „eine Charakteristik des modernen Japans, ein Bild, in dem man die Inhumanität eines beispiellos ‚verwestlichten‘ Landes erkennt. Die kleine Zeitungsnotiz erhält die Dimension einer Odyssee, erzählt aus der Perspektive des Jungen. Aus dieser Sicht vermischt sich Authentizität und Projektion, Traum und Tatsache zu einer Wirklichkeit des Leids.“ Die Familie habe nichts Böses an sich. „Nicht Außenseiter, sondern mitten in die Gesellschaft hineingestoßen, dorthin, wo sie am erbarmungslosesten ist, sind sie für Ôshima das leibhaftige Symbol für das Paradoxon, dass einen die Gesellschaft nur durch Verletzungen am Leben lässt.“ Der Film war in der Bundesrepublik zunächst nicht im Kino, aber 1972 bei Südwest 3 zu sehen; 1987 kam er doch noch auf die Leinwand.
In seinem Buch zum japanischen Kino bezeichnete Burch Der Junge als dramatisch sehr wirksam. Jedoch habe Ōshima damit innerhalb seines Werks seine Bemühungen um eine einzigartige Montage und Bildhaftigkeit für einen Augenblick eingestellt, möglicherweise weil sie eine breitere Aufnahme seiner Filme durch das japanische Publikum behinderten. Buehrer sah in diesem Film keinen solchen Unterbruch in Ōshimas Ansatz: „Wie seine Vorgänger kann Der Junge schwierig anzuschauen sein, doch er ist innovativ und herausfordernd.“ In ihrem Ōshima-Buch führte Turim aus, der Film sei „weit komplizierter, als er zunächst erscheint. Seine Linearität und die Möglichkeit, ihn humanistisch zu deuten, verschleiern die Tiefe und die Brüche in seiner Weise, Phantasie und Psyche darzustellen. Einander ähnliche Vorgänge werden mit großer und subtiler Abwechslung bebildert; jedes Mal unterschieden sich nicht nur Kadrierung und Ton, auch die Ausdrucksweise ändert sich. Wir bewegen uns in sorgfältig ausgestalteten Umgebungen durch Darstellungen, die Realismus und stilisierte Abweichungen davon mischen.“
Das Lexikon des internationalen Films schreibt: „Ein kristallklarer, persönlich stilisierter Film von seltsamer, oft trauriger Schönheit.“